# Piz Muraun
Piz Muraun är ett berg i Schweiz.   Det ligger i regionen Surselva och kantonen Graubünden, i den sydöstra delen av landet, 120 km öster om huvudstaden Bern. Toppen på Piz Muraun är 2 897 meter över havet, eller 263 meter över den omgivande terrängen. Bredden vid basen är 1,3 km.
Terrängen runt Piz Muraun är huvudsakligen mycket bergig. Runt Piz Muraun är det mycket glesbefolkat, med 5 invånare per kvadratkilometer.. Närmaste större samhälle är Disentis, 5,5 km nordväst om Piz Muraun. 
Trakten runt Piz Muraun består i huvudsak av gräsmarker.